# Aedes kumbae
Aedes kumbae är en tvåvingeart som beskrevs av Chwatt 1948. Aedes kumbae ingår i släktet Aedes och familjen stickmyggor.
Artens utbredningsområde är Nigeria. Inga underarter finns listade i Catalogue of Life.